# Wenatchee
Wenatchee és una població dels Estats Units i seu del comtat de Chelan a l'estat de Washington. Segons el cens del 2000 tenia 27.856 habitants.

## Demografia
Segons el cens del 2000, Wenatchee tenia 27.856 habitants, 10.741 habitatges, i 6.884 famílies. La densitat de població era de 1.563,3 habitants per km².
Dels 10.741 habitatges en un 33,4% hi vivien nens de menys de 18 anys, en un 49,4% hi vivien parelles casades, en un 10,2% dones solteres, i en un 35,9% no eren unitats familiars. En el 30,1% dels habitatges hi vivien persones soles el 13,4% de les quals corresponia a persones de 65 anys o més que vivien soles. El nombre mitjà de persones vivint en cada habitatge era de 2,53 i el nombre mitjà de persones que vivien en cada família era de 3,17.
Per edats la població es repartia de la següent manera: un 27,4% tenia menys de 18 anys, un 10% entre 18 i 24, un 28,3% entre 25 i 44, un 19,3% de 45 a 60 i un 15% 65 anys o més.
L'edat mediana era de 34 anys. Per cada 100 dones de 18 o més anys hi havia 92,8 homes.
La renda mediana per habitatge era de 34.897 $ i la renda mediana per família de 45.982 $. Els homes tenien una renda mediana de 35.245 $ mentre que les dones 26.062 $. La renda per capita de la població era de 19.498 $. Aproximadament el 10,6% de les famílies i el 15,3% de la població estaven per davall del llindar de pobresa.

## Poblacions més properes
El següent diagrama mostra les poblacions més properes.